# The Heart of Whiteness
Pour plus de détails, voir Fiche technique et Distribution.
The Heart of Whiteness est un film documentaire du sud-africain de Rehad Desai. Réalisé en 2005, le documentaire évoque la vie des Afrikaners après la fin de l’apartheid en Afrique du Sud.

## Synopsis
Le climat social de l'Afrique du Sud se caractérise par des ségrégations qui demeurent vives. Rehad Desai part à la découverte des Afrikaners. Il interroge ces derniers sur la définition de leur identité : que signifie être blanc pour eux ? 10 ans après la fin de l’apartheid, le souci de séparation est toujours présent. Les Afrikaners vivent en communauté dans des quartiers hautement sécurisés, loin des « personnes de couleur ». La ville d’Oriana située dans la province du Cap-du-Nord en est l’exemple le plus concret. 

## Fiche technique
- Titre: The Heart of Whiteness
- Pays Concerné : Afrique du Sud
- Réalisateur : Rehad Desai
- Producteur : Rehad Desai
- Pays :  Afrique du Sud
- Langue : anglais
- Durée : 48 minutes
- Année : 2005
- Genre : documentaire
- Production : Productions Uhuru